# Keep Your Name
„Keep Your Name“ je píseň americké skupiny Dirty Projectors. Představena byla dne 22. září 2016. Byl k ní natočen také videoklip, jehož režiséry byli David Longstreth a Elon Rutberg. Longstreth, vůdce skupiny Dirty Projectors, v tomto černobílém videoklipu také vystupuje. V době vydání písně nebylo jasné, zda bude součástí nějakého alba či nikoliv. V únoru 2017 píseň vyšla na desce Dirty Projectors. Píseň obsahuje smyčku ze starší písně kapely nazvané „Impregnable Question“.